# ベニー・ユキーデ
ベニー・ユキーデ（Benny Urquidez、1952年6月20日 - ）は、アメリカ合衆国の男性元アメリカンキックボクシングの選手である。現在は、Ukidokan Karateを指導する傍ら、俳優としても活躍している。

## 来歴
カリフォルニア州ロサンゼルス出身。父はバスク系スペイン人でボクシングをしており、母はアメリカ先住民の血を引き、プロレスをしていた。10人兄弟の大家族で他の兄弟もなんらかの格闘技を修行していたことから、ユキーデも幼少の頃からボクシング、レスリング・柔道など嗜んでいた。特に12歳ぐらいまでは柔道に熱中していた。その後、松涛館流空手道にも通い始め、合気道や剣道も習った。
寸止めの空手大会で優勝を重ねていくうちに、1974年にハワイで行われたWorld Series of Martial Arts主催の大会で優勝。アメリカンキックボクシングの世界に入っていく。
1976年に兄アーノルドとハワード・ハンセンが設立したWKAに参加し、ライト級チャンピオンとしてWKAを代表する選手となった。
1977年（昭和52年）8月に来日。リング上では赤いパンタロンを着用していたことからリングの赤い蝶、あるいはその戦いぶりからベニー・"ザ・ジェット"・ユキーデという異名で呼ばれた。全日本キックボクシング連盟の各選手と対戦した。ルールはキックボクシングとWKAの折衷ルール（肘打ちは禁止、膝蹴りはボディーのみ、そのかわりレッグパットをつけない）で行われた。
来日最初の試合は8月2日、新日本プロレスのリングで、アントニオ猪木VSザ・モンスターマン戦の前座で鈴木勝幸（相模ジム）と対戦。5Rでダウンを奪った後、6ラウンド左フックでKO勝ちした。直後に後方宙返りで喜びを表し、観衆の声援を浴びていた。
同年11月に日本のキックボクサーとWKAの選手が7対7で戦う「格闘技大戦争」と銘打たれた興行が行われた。結果は5勝2敗で日本勢の圧勝だったのだが、ユキーデは目白ジムの岡尾国光と対戦。結果は、4R1分33秒でユキーデのKO勝ちであった。
1978年（昭和53年）4月、添野義二門下の内藤武に1ラウンドで跳び後ろ蹴り（ジャンピングバックスピンキック）で悶絶KOするなど、順調に勝ち進んでいた。大貫忍との対戦では柔道技を使い、一旦反則負けとなったが、後にルール不徹底として無効試合となった。また、この期間にムエタイのウェルター級であるプラユット・シーソンポップとも対戦。本場タイの卓越した首相撲と膝蹴りに対処できなかったことと階級が1つ上だったことが原因でユキーデは判定負けをした。
同年9月に帰国。アメリカ国内であちこちの州で試合をしていたが、地元ロサンゼルスでは大貫と再試合を行い、KO勝ちした。
1979年（昭和54年）10月に再来日。対戦相手は全日本キックボクシング連盟のライト級チャンピオンの玉城良光だった。結果は判定でユキーデの勝ちであった。これ以降、日本で試合は組まれなかったが、ユキーデは梶原一騎原作の劇画『四角いジャングル』の中にも登場。主人公の最強のライバルとしての扱いをされ、重要人物として頻繁に登場した。聖書を胸の上に置いた仰臥位（仰向け）で精神統一した後、試合に臨む姿も描かれている。
1993年（平成3年）12月4日、ラスベガスで正道会館の田上敬久戦（12R終了 判定勝ち）を最後に現役引退し、ジム経営と俳優に転向した。第二の好きな国という日本では2006年（平成18年）9月23日に新木場で俳優の経験を生かし、エンターテイメントを加え格闘技を知らない人でも楽しめるBURAIKANを開催し、かつてのユキーデを知らないファンからも大きな支持を得た。

## ファイティングスタイル

### オーソドックスな攻め方
攻め方は最もオーソドックスな戦い方であり、真正面から相手に挑んでいくパンチ、キック全てOKというオールラウンドプレーヤーである。オーソドックスな構えから上体を振り、徐々に相手との間合いをつめて行く戦法である。前蹴り・左右のパンチと、相手の中に入っていくときの攻撃は、力まず軽く当てながら、相手の体勢を崩すことにポイントをおく。徐々に前進しながら、パンチ・キックと出し、相手がひるみ体勢が崩れたところを一気に攻め込む攻撃方法である。

### 火を吹くパンチ攻撃
相手が崩れたときに襲い掛かる攻撃は、マシンガンが火を吹くようなパンチの連打である。相手に一瞬の間も与えないパワフルな攻撃。相手の反撃などに一切目もくれず、集中して打ち込むパンチ攻撃は、まさにマシンガンパンチである。ユキーデのパンチは、プロボクシングの世界ランカーともグローブを交えているという絶対的な自信の上に築かれている。ユキーデが最も得意としているスピンキックもパンチの攻防に自信を持つユキーデだからこそ、より効果的な技となっているのである。

### 得意技 - スピンキック
接近戦の巧みさもさることながら、ごくオーソドックスな攻撃方法の中にあって変化をもたらすスピンキックが生きていることも見逃せない。このスピンキックはユキーデが最も得意としている蹴り技であり、その華麗なアクションのアピール度は群を抜いている。日本選手の試合ではなかなか見られないKOシーンである。
ユキーデのスピンキック（主に後ろ蹴り）は回転の速さとバランスもさることながら、蹴っていく基本の角度がしっかりしている。正確に相手に対して尻を向け、馬蹴りと自ら呼んでいるように、下から上へちょうど良い角度で蹴り上げる。他の空手家達が使っている後ろ蹴りと横蹴りの中間的な蹴りではなく、完全に後ろを向いての馬蹴りである。結局、その差はスピンとバランスの正確さからくるものであろう。思い切ってかかとを下から上へ運び、相手のボディーへぶち込むスピンキックは、KOにつながる効果ある武器である。

### 戦い方
ユキーデは自分にあった戦いを明確に持っている。1Rは相手の力量その他、細かい武器のチェックをする。どのような動きをするか、また一つ一つの武器のパワーを調べるのである。2Rからは相手の欠点を探しながら、少しずつ攻めていく。ボディーブローを放ちながら相手のスタミナを奪うことも忘れない。そして徐々に徐々に攻めていき、チャンスとなったら一気に攻めまくり、そのパワフルな攻撃に加えて華麗な大技を駆使し、素晴らしいファイトを見せるのである。

## 戦績
| ○ | 田上敬久 | 2分12R終了 判定    | 引退試合                                   | 1993年12月4日  |
| △ | 飛鳥信也 | 2分5R終了 ドロー   | 新日本プロレス『’89格闘衛星☆闘強導夢』     | 1989年4月24日  |
| ○ | 玉城良光 | 2分10R終了 判定2-0 | 全日本キックボクシング協会                 | 1979年10月     |
| ○ | 岡尾国光 | 4R 1:33 KO         | 全日本キックボクシング協会『格闘技大戦争』 | 1977年11月14日 |
| ○ | 鈴木勝幸 | 6R 1:15 KO         | 新日本プロレス『格闘技世界一決定戦』       | 1977年8月2日   |

## エピソード
- 先述の「四角いジャングル」の中では、純粋かつストイックに、強さを追い求める理想的な格闘技者として描かれているユキーデだが、後の関係者証言からは異なる面があったことが窺える。
  - ユキーデと同時代に活躍した藤原敏男との対戦は、何度も関係者でマッチメイクの交渉が行われたが、ユキーデ陣営の肘打ち、膝蹴りの禁止要望が強く、このことがネックとなり、ついに対戦は実現しなかった。黒崎健時は「同じ目白ジムの岡尾国光が既にユキーデ陣営の主張する条件で試合したのだから、今度はこちらの条件で試合すべきだ」と主張したが、拒否し続けたという。既述の通り、ユキーデはムエタイのプラユット・シーソンポップと試合しているが、「その時に肘、膝の攻撃防御に苦労したトラウマがあるのではないか」という関係者の話もある。
  - ゴング格闘技の編集長である舟木昭太郎も「藤原君とやらせようとしたけど、最終的に逃げてしまった。黒崎道場[注釈 4]にユキーデとユキーデの兄貴が見学に来て、その時黒崎師範は『スパーリングやる？』って声かけたんだけど、藤原君が蹴るのを見てたら、兄貴が『もう帰ろう……』と言い出した（笑）。黒崎師範は木刀持って立ってるしね[2]」と証言している。
  - 黒崎健時自身も「ユキーデの電話魔ぶりは凄まじく、来日中に国際電話代が月額100万円を越えて酷い目にあった。こちらが藤原との対戦を再三要求したから、結局逃げてしまったしね。だから、私の前でユキーデの話題は出さないでほしい。聞くのも嫌になるんだよ[2]」と吐露している。インタビューをしていた吉田豪が「ユキーデは『センセイ・クロサキはサムライハートを持った偉大なファイターだよ！ ボクはいまでも彼のような男になりたいと思っている』って黒崎先生を絶賛しているみたいですよ[2]」と重ねて質問すると、黒崎は「いいからやめて！ 聞くのも嫌なんだよ[2]」と一蹴した。
- 試合前の健康診断で、ユキーデの健康状態をチェックした日本医大外科のコミッションドクターが驚愕して「こんな身体を持った選手の診察は初めてだ。なにしろ動脈が異常に強く、非常に弾力性に富んでいる。これは心臓が強く、スタミナがある証拠。ということは、ダメージを受けても回復が早いということだ[3]」と証言している。
- 日本人アナウンサーの生島ヒロシがアメリカの大学に留学していた頃、生島と対戦する計画が持ち上がったことがある。しかし、生島の師範が、ユキーデは弱い日本人に勝つことで自身の経歴に箔を付けようとしているだけだと判断し、試合の計画は流れた[4]。

## 俳優として
俳優として映画作品にも出演している。『スパルタンX』でのジャッキー・チェンとの決闘は、格闘アクションシーンの最高峰のひとつと評する声もある。カンフー映画のドキュメンタリー『ストロンゲスト/史上最強の映画スターは誰だ!?』（原題：THE BEST OF THE MARTIAL ARTS FILMS）の中で、ジャッキーはユキーデを自分の後継者の有力候補と見なしていることを語っていた。

### 出演映画
- 「格闘技世界一 四角いジャングル」 三協映画、1978年（昭和53年）
- 「激突! 格闘技 四角いジャングル」 三協映画、1979年（昭和54年）
- 「Force Five（5人の軍隊） 主演
- 「スパルタンX」 - 快餐車 Wheels on Meals（1984年）
- 「ザ・ファイター/炎のラストマッチ」 - The Fighter（1988年）
- 「サイクロンZ」 - 飛龍猛将 Dragons Forever（1988年）
- 「ダウン・ザ・ドレイン」 - Down the Drain（1989年）
- 「ブラッド・マッチ」 - Bloodmatch（1991年）
- 「ミッドナイト・スティング」 - Diggstown（1992年）
- 「ストリートファイター」 - Street Fighter（1994年）
- 「デス・マッチ」 - Death Match（1994年）
- 「ポイント・ブランク」 - Grosse Pointe Blank（1997年）
- 「エンター・ザ・イーグル」 - 渾身是膽 Enter the Eagles（1998年）
- 「1408号室」 - 1408（2007年）

## 著書・参考文献
- 『格闘技に生きる』　スポーツライフ社、1982年（昭和57年）
- 『実戦フルコンタクトカラテ』　スポーツライフ社、1982年（昭和57年）